# Konferensen
Konferensen är en svensk skräckfilm som hade premiär den 13 oktober 2023 på strömningstjänsten Netfilx. Filmen är baserad på Mats Strandbergs roman med samma namn. Manus till filmen är skrivet av Thomas Moldestad. För regin står Patrik Eklund.

## Handling
Filmen kretsar som namnet antyder om en grupp kommunanställda som deltar i en konferens i teambuildingsyfte. Stämningen på konferensen förändras när rykten om korruption börjar sprida sig. När en mystisk person jagar och dödar deltagarna, en efter en är mardrömmen ett faktum.

## Rollista (i urval)
- Katia Winter – Lina
- Eva Melander – Eva
- Adam Lundgren – Jonas
- Bahar Pars – Nadja
- Maria Sid – Ingela
- Marie Agerhäll – Cleo
- Christoffer Nordenrot  - Kaj
- Amed Bozan – Amir
- Lola Zackow – Jenny
- Claes Hartelius – Torbjörn
- Cecilia Nilsson – Anette
- Jimmy Lindström – Karl
- Martin Lagos – Roger
- Robert Follin – Sotis
- Margareta Pettersson – V.O. Commercial